# كوما تيجرز
كوما تيجرز الاسم الكامل: (بالإنجليزية: Cooma Football Club)‏ هو نادي كرة قدم أسترالي تم إنشاؤه في سنة 1876 الميلادية وشارك في الدوري الممتاز إي سي تي.